# 冠状动脉阻塞
冠状动脉阻塞（coronary occlusion）又稱冠状动脉栓塞，是指冠状动脉部分阻塞或全部阻塞後，血液幾乎無法流動或者只有部分血液可以流動，因此會影響血液流向心臟，可能會導致心肌梗死。此疾病是美國最常見的心血管疾病，是死亡原因中的首位，有1800萬的成年人受此影響。

## 說明
冠状动脉阻塞直接原因與脂肪、胆固醇和其他物质在心脏动脉壁上的堆积有關。随着這些物質的堆積，动脉会變得越來越窄。間接原因可能與抽煙、罹患其他心臟或血管疾病、或是較少運動有關，也有可能是遺傳性疾病。症狀包括胸痛、呼吸急促、上半身疼痛、疲倦、噁心、心率不規則以及想睡覺。有些冠状动脉阻塞的症狀不明顯，可能只是輕微的疼痛、緊張感或是不適的感覺。不過心肌可能已經受損。
要診斷冠状动脉阻塞，醫師會檢查患者的病史、進行冠狀動脈造影（coronary angiography）：醫師會將導管從腰部或是腹股溝插入體內，順著血管到心臟，並且注入液體供X光造影用。
要治療冠状动脉阻塞，可以用藥物減輕症狀。也可以進行经皮冠状动脉介入治疗或冠状动脉旁路移植等手術。

## 歷史
根據羅伯特·K·馬西所寫的《尼古拉斯和亞歷山德拉》一書，尼古拉二世可能在在1917年俄羅斯革命，王位遭推翻之前，就已經有冠状动脉阻塞的疾病。